# Trigomphus carus
Trigomphus carus är en trollsländeart som beskrevs av Chao 1954. Trigomphus carus ingår i släktet Trigomphus och familjen flodtrollsländor. Inga underarter finns listade i Catalogue of Life.